# Dalmasio Scannabecchi
Dalmasio Scannabecchi ou Dalmasio di Jacopo degli Scannabecchi (Bolonha, 1325-1421) foi um pintor italiano do começo da Renascença, um dos protagonistas da Escola de Bolonha. 
Era filho de um sapateiro, junto com seu irmão, Simone dei Crocifissi, também pintor. Ensinou a arte para seus filhos Lippo Dalmasio e Vitale da Bologna.